# Orbois
Orbois est une ancienne commune française du département du Calvados en région Normandie.
Commune associée d'Anctoville en 1973, elle est depuis le 1er janvier 2017 commune déléguée d'Aurseulles et est peuplée de 157 habitants.

## Toponymie
Hameau de Beltot, dont le nom est identique à Beltoft (Angleterre, Lincolnshire, Beltot 1086, Domesday Book) et formé sur les éléments vieil anglais bēl (bǣl) « bûcher funéraire, feu de joie, flamme, embrasement » et vieux norrois toft « emplacement, site d'une exploitation rurale ».

## Histoire
La commune est associée à Anctoville, tout comme celles de Feuguerolles-sur-Seulles et Sermentot, par l'arrêté du 30 décembre 1972.
Depuis le 1er janvier 2017, ces trois communes ont le statut de commune déléguée de la nouvelle commune Aurseulles, née de la fusion des quatre communes Anctoville, Longraye, Saint-Germain-d'Ectot et Torteval-Quesnay,.

## Politique et administration

### Liste des maires jusqu'au31 décembre 1972
| Période | Période | Identité | Étiquette | Qualité |
| ------- | ------- | -------- | --------- | ------- |
|         |         |          |           |         |

### Liste des maires depuis le1erjanvier 1973
| Période    | Période | Identité      | Étiquette | Qualité |
| ---------- | ------- | ------------- | --------- | ------- |
| avant 2002 | ?       | Michel Brasil | DVD       |         |

## Démographie
En 2020, la commune déléguée comptait 157 habitants.
| 1793 | 1800 | 1806 | 1821 | 1831 | 1836 | 1841 | 1846 | 1851 |
| ---- | ---- | ---- | ---- | ---- | ---- | ---- | ---- | ---- |
| 257  | 263  | 242  | 266  | 275  | 233  | 262  | 279  | 260  |

| 1856 | 1861 | 1866 | 1872 | 1876 | 1881 | 1886 | 1891 | 1896 |
| ---- | ---- | ---- | ---- | ---- | ---- | ---- | ---- | ---- |
| 240  | 314  | 316  | 230  | 209  | 189  | 190  | 175  | 172  |

| 1901 | 1906 | 1911 | 1921 | 1926 | 1931 | 1936 | 1946 | 1954 |
| ---- | ---- | ---- | ---- | ---- | ---- | ---- | ---- | ---- |
| 184  | 169  | 189  | 151  | 141  | 153  | 139  | 126  | 120  |

| 1962 | 1968 | 1975 | 1982 | 1990 | 1999 | 2008 | 2013 | 2019 |
| ---- | ---- | ---- | ---- | ---- | ---- | ---- | ---- | ---- |
| 138  | 120  | -    | -    | -    | -    | 135  | 136  | 132  |

| 2021 | - | - | - | - | - | - | - | - |
| ---- | - | - | - | - | - | - | - | - |
| 157  | - | - | - | - | - | - | - | - |

## Lieux et monuments
- Église Saint-Pierre : Selon Arcisse de Caumont dans son tome 3 (1857), de la Statistique monumentale du Calvados, page 257, "L'église d'Orbois est appelée ecclasia de Orboys dans le Livre Pelut de l'évêché de Bayeux. (…) Le mur du nord de la nef offre des arêtes de poisson, et c'est un exemple de plus à citer pour démontrer que ce sont les murs ainsi orientés qui ont été le moins retouchés. On a constamment percé de larges fenêtres au midi, côté soleil, de la chaleur du jour, et on a laissé les murs latéraux orientés au nord dans leur état primitif, surtout le long des nefs, car dans le chœur on les a moins épargnés. Le côté sud de l'église d'Orbois a été refait en grande partie, il n'y a pas très longtemps. La tour carrée, couronnée en bâtière, est accolée à la nef du côté du nord ; elle appartient à l'époque ogivale, peut-être au XIVe siècle siècle. L'intérieur de l'édifice ne présente rien d'intéressant : un arc ogival existe entre chœur et nef. L'église est sous l'invocation de Saint-Pierre. L'abbesse de Cordillon présentait à la cure et percevait les dîmes ; la seigneurie temporelle relevait de l'abbaye de Saint-Étienne de Caen ; elle appartenait, au siècle dernier, à un membre de la famille de Touchet, par suite de son mariage avec une demoiselle Louise-Léonore d'Orbois."

Les fonts baptismaux (XVIIIe siècle), en marbre taillé, sont inscrits au titre d'objet (1981).

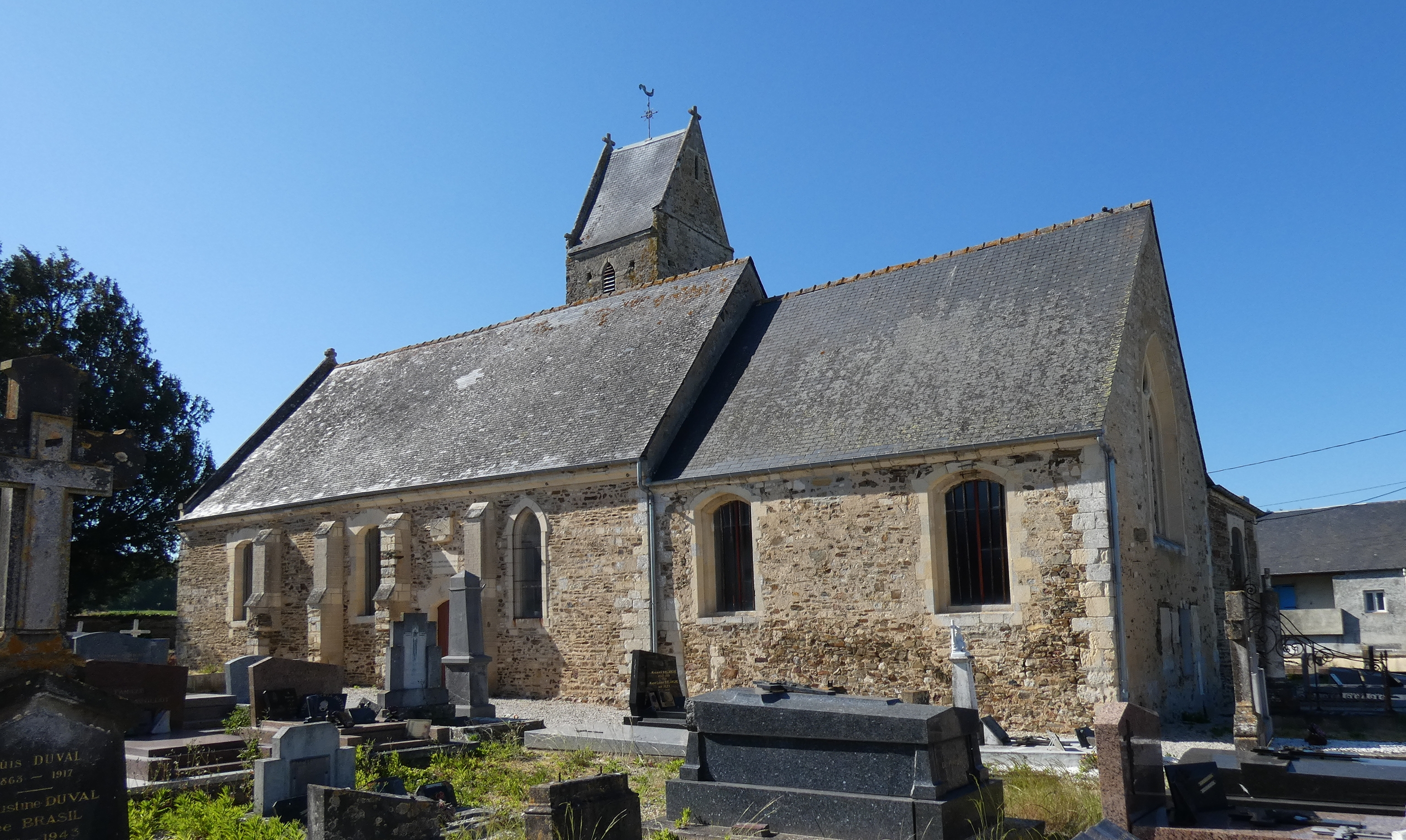
L'église Saint-Pierre. Vue sud-est.
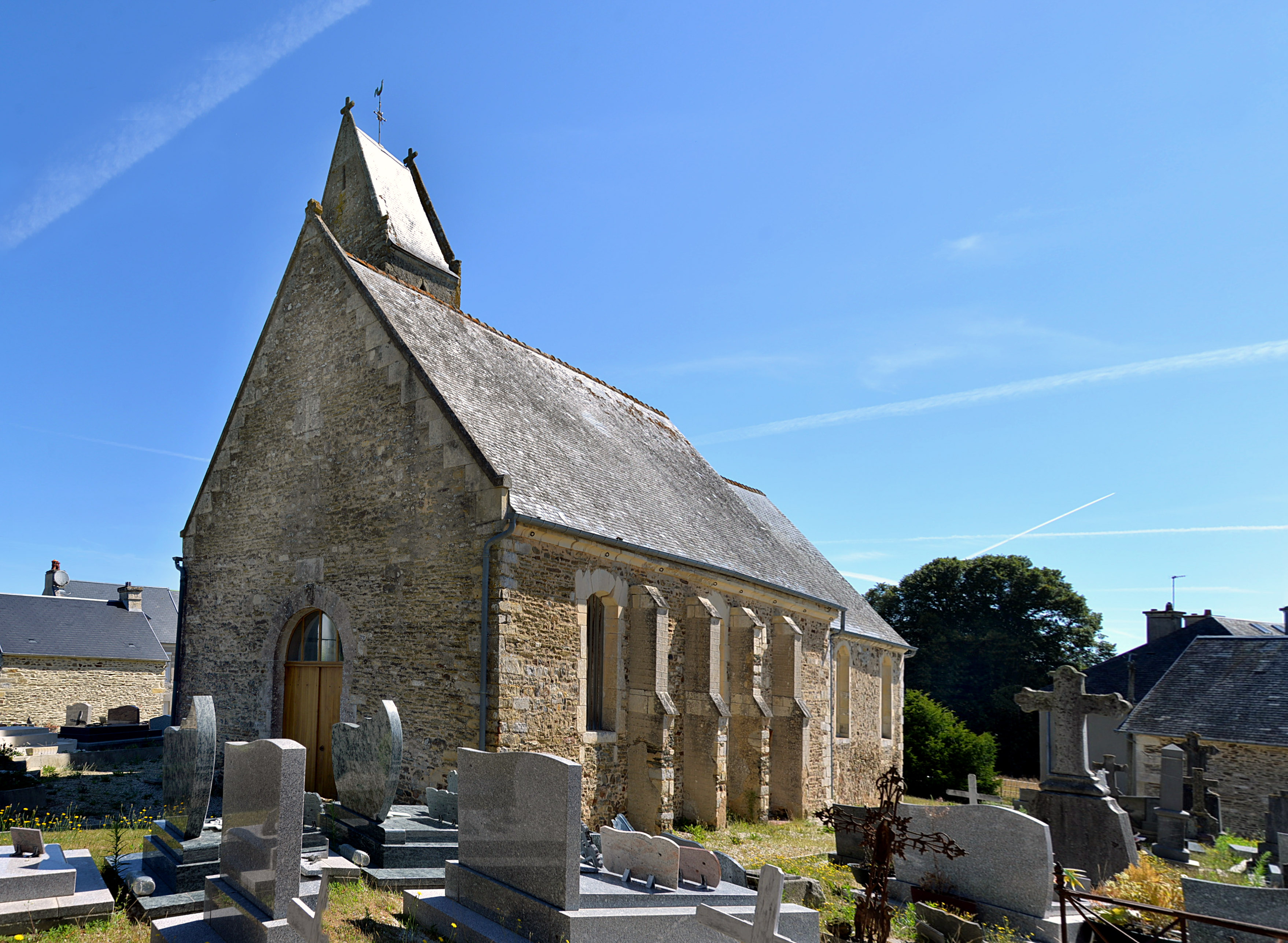
L'église Saint-Pierre. Vue sud-ouest.
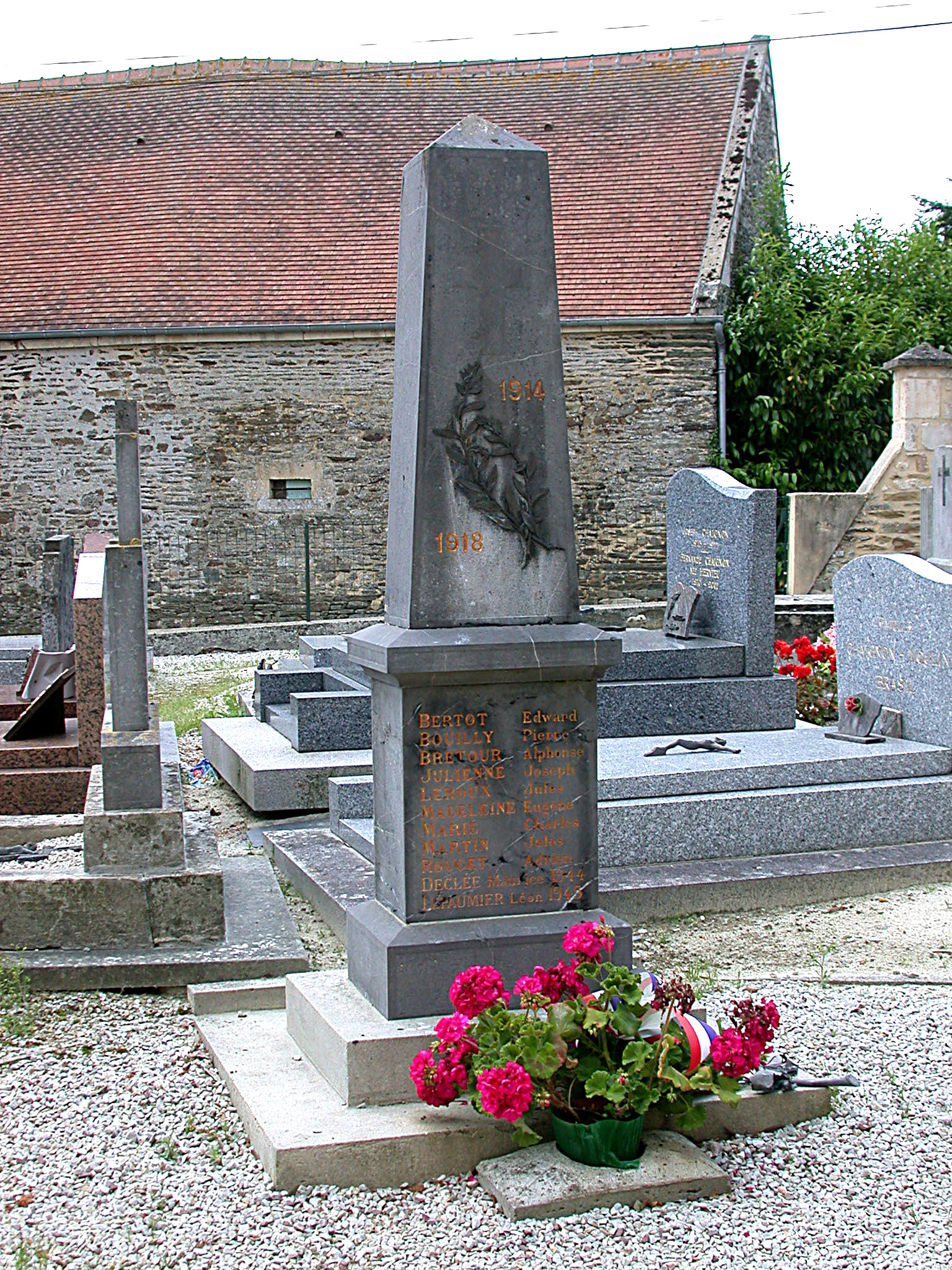
Le monument aux morts.